# 王甲乙
王甲乙（1926年10月29日—2015年12月7日），出生於臺中市清水區，臺灣法学家、法官、检察官，曾任司法院秘书长，於1993年獲李登輝總統提名，成為台灣史上首位臺籍（即本省人）的最高法院院長
。

## 生平
王甲乙早年入台湾公立台中州清水公学校高等科，但未及畢業，便因家境贫困而輟學，经小学老师介绍到设在清水的大甲郡役所担任服务员。1945年第二次世界大戰結束，中華民國接管台灣後，大甲郡役所改为台中县政府大甲区署，机构编制缩小，一批人员遭资遣而失业，王甲乙因学历、资历均不足，故也在资遣之列。这对王甲乙打击很大，令他加深了对读书的重要性的认识。失业期间，王甲乙多次躲在厕所内痛哭，幸而在母亲鼓励下，找到几份兼差工作。民国三十六年（1947年），台中县政府大甲区署雇员出缺，王甲乙过去的长官念及王甲乙以前工作认真，便优先将其重予录用。
民国三十七年（1948年），王甲乙以同等學歷考入省立台中补习学校中学部三年级，自此开始半工半读。後来，该校改为台中商职附设补校高职部。但王甲乙并未念完，便因参加并通过1950年台湾地区首次举办的普通檢定考試而辍学。随後，1950年，他又参加并通过了普通考试中的普通行政项目。考试後，被分发至台湾省公产管理处工作，这是个肥缺，但王甲乙没有去报到，而是继续在台中县政府担任办事员。据说另一位当时未去台湾省公产管理处报到者是邵恩新。
王甲乙一边任台中县政府办事员，一边积极准备参加高等考试。1951年，参加高等考试普通行政人员及格。此後，依照公务人员资格，转任台中縣政府人事室股長。任人事室股長期间，在1952年加入中国国民党。1952年，王甲乙参加高等檢定司法官考試，但未通过。在此次考试前，他结识了黄尊秋（时任台中县县警局司法课课员），且二人共勉参加此次考试。1953年，王甲乙又参加高等檢定司法官考試，获得通过。
1954年，王甲乙参加甲级司法人员推事、检察官考试及格。1955年2月，入司法官训练所第一期（所长石志泉），1956年1月以第二名的成绩结业。司法官训练所第一期共有42位同学，其中仅有三位女同学（黄雅卿、方正婉、沈佩淑），其余均为男同学，包括黄尊秋、杨建华、张特生、林明德、田再庭、林耀邦等人。这些学生平时由训导专员朱丕生（察哈尔省人）负责管理。给他们上课的老师包括林纪东讲授宪法，赵琛讲授刑法，陳樸生讲授刑事诉讼法，梅仲协讲授民法总论，等等。

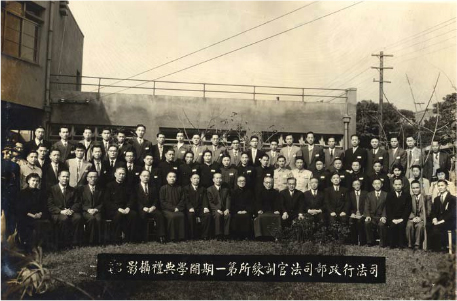
司法行政部司法官訓練所第一期開學典禮摄影

1956年1月，王甲乙和郑健才一同被分发到台湾台北地方法院，王甲乙在刑庭担任候补推事。1956年11月，任台湾台北地方法院推事。1962年1月，王甲乙任台湾高雄地方法院推事兼庭长，任内该法院院长岳成安指定其筹建司法新村。1963年5月，任台湾台北地方法院推事兼庭长。1963年12月，调任台湾高等法院推事。1965年，膺选第二届十大杰出青年。1965年9月，革命实践研究院党政建设研究班第二十一期。应司法行政部部长郑彦棻之命，1965年10月，王甲乙任台湾澎湖地方法院首席检察官。1967年7月，任台湾高等法院台南分院推事兼庭长。1968年7月，革命实践研究院战地政务研究班第二十五期。1968年9月至10月，革命实践研究院行政管理研究班第一期。
1970年前后，最高法院推事出缺，本来王甲乙想出任该职，以便与在台北读书的女儿团聚，但应台湾高等法院院长钱国成之邀，1970年9月出任台湾高等法院推事兼庭长。最高法院推事一职，王甲乙推荐林耀邦出任。钱国成升任最高法院院长时，1972年8月，王甲乙随之调任最高法院推事兼书记官长。任内，从1972年到1976年间，王甲乙帮助院长钱国成寻找地方新建最高法院大楼，但该新建计划遭到行政院反对，託辭“即将反攻大陆”，无需再新建大楼”，於是仅在如今的司法大厦加盖一层楼，形成如今的四层楼，这新加的一层楼作为最高法院的院址。
1976年，行政院改组，汪道渊接任司法行政部部长。1976年12月8日，王甲乙任司法行政部常务次长。1979年8月1日，任司法行政部政务次长（部长为李元簇）。在司法行政部期间，王甲乙参与了《刑法》及《民法》的修正。1980年，实施“审检分隶”，司法行政部改为法务部，王甲乙仍任政务次长，任职不到一个月。任内除参与推进“审检分隶”外，还参与制订《国家赔偿法》，还协助研拟内政部（邱创焕任部长）主导制订的《公职人员选举罢免法》。1980年8月14日，任司法院行政法院院长。任内，主持行政法院搬迁三次。当时行政法院的法官来源复杂，许多是由行政官、统计长、典狱长、参事、行政秘书调任而来，王甲乙逢法官出缺时，积极延揽司法院的副厅长、高等法院的庭长接任，以改善最高法院的法官构成。他还破除了论资排辈的陈规，以能力选任庭长，陈瑞堂、陈计男、曾华松等人均被他任为庭长。他还参与研拟修订行政诉讼制度。1981年3月，王甲乙当选中国国民党第十二届候补中央委员。
1987年5月7日，王甲乙任司法院秘书长（新任院长为林洋港）。任内完成了《司法人员人事条例》，以推进法院自治化；1992年至1993年间，《大法官会议法》更名为《大法官审理案件法》，释字第261号结束了“万年国会”，经王甲乙坚持，设立了宪法法庭，降低了声请大法官释宪的门槛。1988年7月，当选中国国民党第十三届中央委员。
1993年2月15日，王甲乙任最高法院院长。任内，已故最高法院庭长陈纲的家属转卖最高法院宿舍，王甲乙乃代表最高法院向台北地检署指控。另外，他还参与讨论修改《选罢法》以解决黄信介在花莲县竞选立法委员的资格问题。1993年8月，获聘为中国国民党第十四届中央评议委员。1994年1月20日，中华民国法官协会成立，王甲乙出任第一、二届理事长，直到退休後才由行政法院院长林明德接任第三届理事长。1995年4月，兼任司法院民事诉讼法研修委员会召集人。1996年6月，十大杰出青年基金会完成法人登记，正式开始对外运作，王甲乙出任第一届董事长，1999年连任第二届董事长，直到2002年8月9日该基金会第三届第一次董事、监察人联席会决定王金平接任第三届董事长。任内，2002年4月4日，王甲乙率队参访中国大陆。1996年10月24日，届龄70岁，自最高法院院长职位上退休。1999年5月20日，出任无给职总统府国策顾问。
王甲乙还曾在司法官训练所、中国文化大学、中兴大学、輔仁大學等校兼职任教。卸任最高法院院长後，仍在東吳大學教民事诉讼法。其與司法院大法官鄭健才與楊建華於司法官訓練所同期受訓及同為苦學典範，三人合著有《民事訴訟法新論》一書，而有「三鼎甲」、「三劍客」的美名。
2002年7月7日，王甲乙应“洪钧培文教基金会”的邀请，发表《司法改革新思维》演讲。2011年，发表新书《我的奋斗人生：从小工友到最高法院院长》。
2015年12月7日凌晨過世，享壽89歲。29日，獲總統府頒褒揚令。

## 著作
- 王甲乙、杨建华、郑健才，民事诉讼法新论，台北：三民书局总经销，1960年
- 王甲乙，民事暨行政诉讼研究，司法周刊社总经销，1996年
- 王甲乙，我的奋斗人生：从小工友到最高法院院长，三民书局股份有限公司，2011年